# Врбница (притока Нишаве)
Врбница је лева, мања, саставница Нишаве, у Општини Годеч у Софијској области.

## Назив
На Бугарским топографским картама Врбница се назива Шумском реком према истоименом селу, кроз које протиче.

## Географске одлике
Заједно са Гинском реком Врбница је једна од две саставнице Нишаве.

### Извор
Извире у подножју Чепена испод села Црклевци на 858 m. н.в. 

### Слив
Врбница има дужину тока од 18,67 km, док површина њеног слива износи 53,33 km². Просечна висина слива Врбнице је око 400 метара мања од висине слива Гинске реке.
Густина речне мреже већа је него код Гинске реке и износи 1,45 km/km², а пад речног корита није велик и у просеку на целом току износи 12,32 m/km.
Коефицијент пуноће слива је прилично велики и износи 0,41, што представља добру основу за наглу појаву великих вода.

#### Притоке
Врбница прима већи број углавном кратких притока, нарочито са леве стране, иако је десна страна слива знатно пространија од леве стране.

### Геоморфологија
У горњем току речна долина је проширена иако је усечена у карбонатним стенама. Код села Шума дно долине је јако проширено, највише са десне стране где су бројне притоке усечене у делувијално-пролувијалним квартарним седиментима. Врбница је у том делу исправљена на дужини око 1,5 km. Река се низводно пробија уском речном долином између Мишиног врха и подгорине карбонатног масива Чепена, док се код села Врбнице долина нагло шири и река мирно отиче меандрирајући кроз Годечку котлину до саставка са Гинском.
Трећина слива која гравитира Чепену покривена је карбонатним стенама из периода креде, док је највећи део слива изграђен од кластичних стена мезозојске старости.

### Вегетација
Иако је други назив Врбнице Шумска река, само 35,83% слива покривено је шумом, највише побрђе око Шуме. Пољопривредне површине имају знатан удео, нарочито око села Лопушње и Врбнице.